# Parafia Najświętszej Maryi Panny Zwycięskiej w Mrozowie
Parafia Najświętszej Maryi Panny Zwycięskiej w Mrozowie – rzymskokatolicka parafia erygowana w XIV w. należąca do dekanatu Miękinia w archidiecezji wrocławskiej. W jej skład wchodzą miejscowości: Mrozów, Krępice, Czerna, Wilkostów, Wojnowice, Żurawiniec.
Kościół parafialny Najświętszej Maryi Panny Zwycięskiej znajduje się w Mrozowie na ul. Wyzwolenia 17 (obok plebania), natomiast kościół filialny pw. Matki Bożej Częstochowskiej w Krępicach. W Zakładzie Opiekuńczo-Leczniczym Sióstr Albertynek znajduje się kaplica zakonna pw. Najświętszego Serca Pana Jezusa. Parafia administruje cmentarze w Mrozowie i Krępicach. Odpust parafialny przypada 12 września.
Proboszczem od 2017 jest ks. mgr Henryk Józef Świerniak.

## Wspólnoty i Ruchy
Rada Parafialna, Żywy Różaniec, Ruch Domowego Kościoła, Lektorzy, Ministranci, Schola, Koło Przyjaciół Radia Maryja, Grupa modlitewna „Kromka chleba”.

## Zgromadzenia i zakony
- Albertynki